# 托施泰特
托施泰特是德国下萨克森州的一个市镇。总面积48.25平方公里，总人口13181人，其中男性6320人，女性6861人（2011年12月31日），人口密度273人/平方公里。